# Хосе Кафранга Костілья
Хосе Кафранга Костілья (ісп. José Cafranga Costilla; 15 серпня 1780 — 31 травня 1854) — іспанський політик, виконував обов'язки державного секретаря країни восени 1832 року.